# Stephen A. Schwarzman
Stephen Allen Schwarzman (Filadelfia, 14 febbraio 1947) è un imprenditore statunitense, presidente e CEO del Blackstone Group, una società finanziaria che ha fondato nel 1985 con l'ex presidente e CEO di Lehman Brothers nonché segretario al commercio degli Stati Uniti Peter G. Peterson. Secondo Forbes, nel novembre 2024, la sua fortuna personale ammonta a 53,3 miliardi di dollari, rendendolo uno degli uomini più ricchi del mondo.
Schwarzman, esponente repubblicano, è stato anche presidente nel 2017 del Forum strategico e politico del presidente americano Donald Trump.

## Biografia

### Primi anni
Schwarzman è cresciuto in una famiglia ebrea a Huntingdon Valley, in Pennsylvania, figlio di Arline e Joseph Schwarzman. Suo padre Joseph era proprietario di un ex magazzino di abbigliamento a Filadelfia e si era laureato alla Wharton School.
Schwarzman ha frequentato l'Abington School District nella periferia di Filadelfia e si è diplomato alla Abington Senior High School nel 1965. Ha poi frequentato l'Università di Yale, dove è stato membro della società studentesca Skull and Bones. Dopo la laurea, conseguita nel 1969, ha prestato servizio per un breve periodo nella United States Army Reserve prima di frequentare la Harvard Business School, dove si è laureato nel 1972.

### Carriera lavorativa
Il primo lavoro di Schwarzman nella finanza fu presso Donaldson, Lufkin &amp; Jenrette, una banca d'investimento accorpata da Credit Suisse nel 2000. Dopo la Business School, Schwarzman ha lavorato presso la banca d'investimento Lehman Brothers, divenendone amministratore delegato all'età di 31 anni e poi capo dell'unità dedicata alle fusioni e acquisizioni globali. Nel 1985, Schwarzman e il suo capo, Peter Peterson, hanno fondato il Blackstone Group, inizialmente focalizzato su fusioni e acquisizioni, e quindi specializzatosi su acquisizioni aziendali, di immobili, prestiti diretti e asset alternativi; attualmente possiede circa 500 miliardi di dollari di asset in gestione.
Nel giugno 2007, Schwarzman ha descritto il suo punto di vista sui mercati finanziari con la dichiarazione: "Voglio la guerra, non una serie di scaramucce... Penso sempre a cosa ucciderà l'altro contendente". Nel settembre 2011, Schwarzman è stato inserito nell'elenco dei membri dell'International Advisory Board del Russian Direct Investment Fund.

### Attività politiche ed economiche

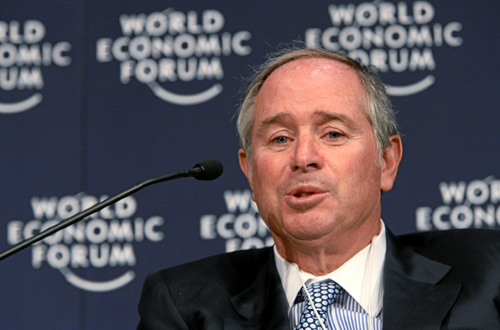
Stephen Schwarzman a New York (2008)

Schwarzman è politicamente un repubblicano. È un amico di lunga data dell'ex presidente Donald Trump a cui fornisce consulenti esterni ed è stato presidente del suo Forum strategico e politico. In risposta alle critiche per il suo coinvolgimento con l'amministrazione Trump, Schwarzman ha scritto una lettera agli Schwarzman Scholars, sostenendo che "avere influenza e fornire buoni consigli è una buona cosa, anche se attira critiche o richiede qualche sacrificio". Ha raccolto 100.000 dollari per le campagne politiche di George W. Bush.
Nell'agosto 2010, Schwarzman ha paragonato il piano dell'amministrazione Obama di aumentare l'aliquota fiscale sul carried interest a una guerra e all'invasione della Polonia da parte di Hitler. Schwarzman in seguito si è scusato per l'analogia. Nel 2012 Obama ha chiesto la sua assistenza nell'intermediazione di un accordo di bilancio con i repubblicani al congresso per evitare una disfatta fiscale; alla fine l'accordo è stato negoziato con l'aiuto di Schwarzman. Il nuovo piano fiscale ha aggiunto un miliardo di miliardi di dollari di entrate aggiuntive aumentando le tasse, eliminando alcune falle nel sistema fiscale e ponendo fine alle detrazioni. Obama in seguito ha redatto un messaggio formale di sostegno per gli Schwarzman Scholars, i membri di un'istituzione educativa voluta da Schwarzman.
All'inizio del 2016, durante la campagna per le presidenziali americane, ha sostenuto che in una corsa a due candidati avrebbe preferito Donald Trump a Ted Cruz, dicendo che la nazione aveva bisogno di una "presidenza coesa e curativa, non una che barcollasse né a destra né a sinistra". In precedenza aveva fatto una donazione a Marco Rubio nel 2014. Ha anche sostenuto e raccolto fondi per Mitt Romney nel 2012.
Alla fine del 2016 Schwarzman ha contribuito a formare un team di dirigenti aziendali per consigliare Trump sui temi del lavoro e dell'economia. Il gruppo, che includeva tra gli altri il CEO di JPMorgan Chase Jamie Dimon, il capo di Walt Disney Bob Iger e l'ex direttore della General Electric Jack Welch, è divenuto noto come il Forum strategico e politico di Trump. A febbraio Schwarzman è stato nominato presidente del Forum strategico e politico del presidente, composto da 16 membri, che riuniva "amministratori delegati delle più grandi società, banche e società di investimento americane" che aveva lo scopo di consultarsi con il presidente su "come creare posti di lavoro e migliorare la crescita per l'economia degli Stati Uniti". Il 16 agosto 2017, a seguito delle dimissioni di cinque membri, il presidente Trump ha annunciato tramite Twitter che avrebbe sciolto il forum.

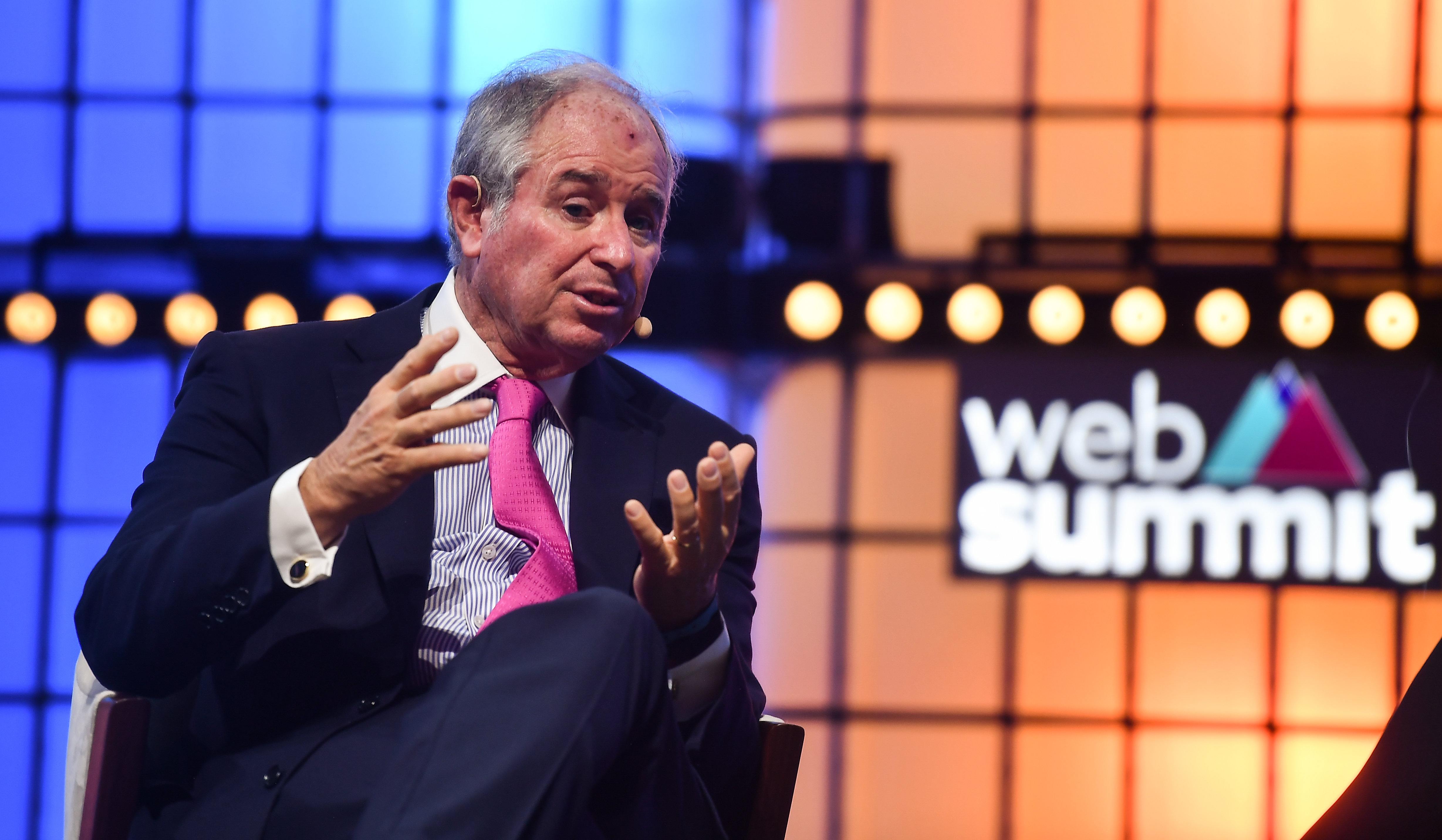
Schwarzman sul palco del Web Summit 2019 a Lisbona, in Portogallo

Nel dicembre 2018 l'organizzazione non profit per la difesa dei consumatori, Public Citizen, ha pubblicato un rapporto in cui sosteneva che Schwarzman aveva donato $ 344.000 alla campagna per la rielezione di Trump. Per questo, dopo la sua elezione, Trump aveva nominato Schwarzman presidente del Forum strategico e politico.
Nel 2019 e nel 2020 Schwarzman ha elargito due contributi di $ 500.000 ciascuno al Political action committee 1820, un PAC creato per sostenere la rielezione del senatore Susan Collins del Maine.
Nell'agosto 2020 Schwarzman ha donato 10 milioni di dollari al Senate Leadership Fund, un PAC legato a Mitch McConnell.

## Ricchezza

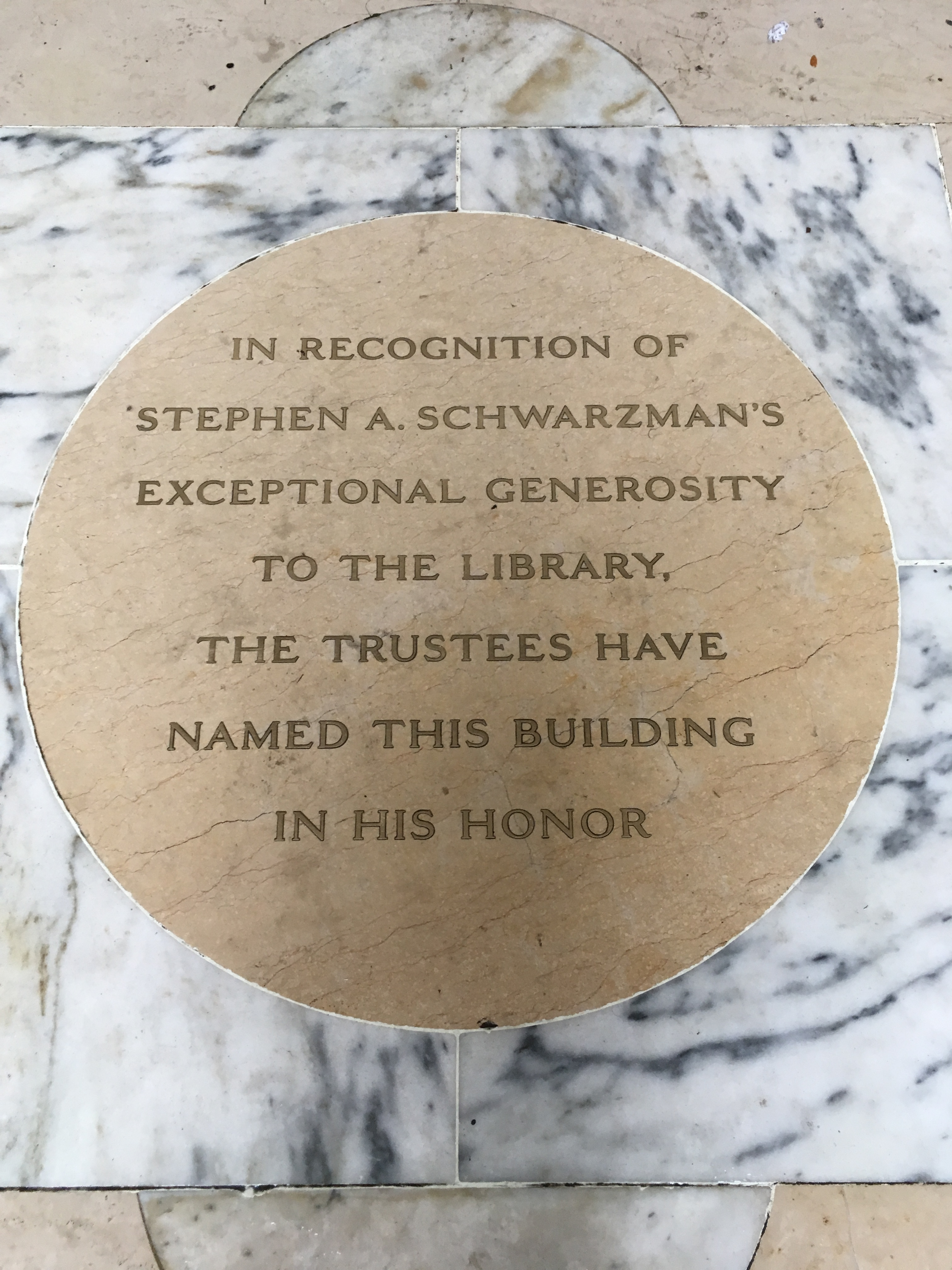
Targa presso l'edificio di centrale della Biblioteca Pubblica di New York in onore dei contributi di Schwarzman.

Secondo Forbes, Schwarzman aveva un patrimonio netto di $ 12,4 miliardi ad agosto 2018, che è aumentato a $ 19 miliardi nell'ottobre 2020. Nel 2014, Schwarzman è stato nominato una delle 50 persone più influenti dell'anno da Bloomberg, come anche nel 2016. Nel 2004, Schwarzman ha donato un nuovo stadio di calcio alla Abington Senior High School, che è stato intitolato al benefattore. Nel 2007, Schwarzman è stato inserito nella lista delle 100 persone più influenti al mondo del Time.

## Filantropia
All'inizio del 2008, Schwarzman ha annunciato di aver contribuito con 100 milioni di dollari all'espansione della Biblioteca pubblica di New York, della quale è amministratore. L'edificio centrale è stato ribattezzato The Stephen A. Schwarzman Building. Nel 2018, Schwarzman ha donato 10 milioni a un'altra biblioteca, la Biblioteca nazionale israeliana.
Il 21 aprile 2013 Schwarzman ha annunciato un regalo personale di $ 100 milioni per istituire e finanziare un programma di borse di studio in Cina, lo Schwarzman Scholars, sul modello del programma Rhodes Scholarship. Schwarzman ha annunciato anche una campagna di raccolta fondi con un obiettivo di $ 200 milioni. Il programma Schwarzman Scholars è ospitato presso la Tsinghua University. Fin dal suo inizio, il programma ha stabilito legami con il Dipartimento del Lavoro del Fronte Unito, nonché con altre organizzazioni e personaggi connessi al Partito Comunista Cinese.
Nella primavera del 2015, Peter Salovey, il presidente della Yale University, ha annunciato che Schwarzman aveva contribuito con 150 milioni di dollari al finanziamento di un centro universitario nella storica mensa "Commons" dell'università. Schwarzman è anche membro del 21st Century Council del Berggruen Institute.
È membro del Consiglio di amministrazione del New York-Presbyterian Hospital dal 2016.
All'inizio del 2018 è stato annunciato che Schwarzman aveva donato 25 milioni di dollari alla Abington High School, la sua università. Tuttavia, questa donazione era subordinata a diverse condizioni, inclusi diritti di naming della scuola. L'accordo è stato duramente criticato dall'opinione pubblica ed è stato stipulato un nuovo contratto, in cui Schwarzman ha rimosso molte delle clausole per la sua donazione, inclusi i sopracitati diritti.
Nell'ottobre 2018 Schwarzman ha donato 350 milioni di dollari al Massachusetts Institute of Technology per creare lo Schwarzman College of Computing.
Nel giugno 2019 l'Università di Oxford ha annunciato che Schwarzman aveva donato 150 milioni di sterline per istituire lo Schwarzman Center for the Humanities comprendendo anche la costruzione di un nuovo polo universitario per riunire sotto un unico tetto le facolta' di storia fililogia e fonetica, linguistica medioevale e moderna, musica, filosofia etica, telogia e religione.
Schwarzman ha firmato nel febbraio 2020 il The Giving Pledge impegnandosi a dedicare la maggior parte della sua ricchezza a cause filantropiche.
Nell'ottobre 2020, Schwarzman si è impegnato a donare 8 milioni di dollari alla USA Track and Field Foundation in vista delle Olimpiadi di Tokyo del 2021 e di Parigi del 2024.

## Vita privata
Schwarzman ha sposato nel 1971 Ellen Philips, amministratrice della Northwestern University e del Mount Sinai Medical Center, da cui ha divorziato nel 1990. La coppia ha tre figli, tra cui il produttore cinematografico Teddy Schwarzman e lo scrittore e podcaster Zibby Owens.
Schwarzman ha sposato in seconde nozze nel 1995 Christine Hearst, un avvocato specializzato in proprietà intellettuale cresciuta a Long Island. La seconda moglie ha un figlio da un precedente matrimonio.
Schwarzman vive in un appartamento al 740 di Park Avenue, precedentemente di proprietà di John D. Rockefeller Jr, acquistato da Saul Steinberg.  Per le feste per il suo sessantesimo e settantesimo compleanno ha speso milioni di dollari.
Nel 2011 il Wall Street Journal ha rivelato lo scandalo del vasto consumo di acqua dei ricchi residenti di Palm Beach durante eccezionali periodi di siccità: Schwarzman è risultato essere tra i primi cinque utenti di acqua, con un consumo di 7.409.688 galloni tra giugno 2010 e maggio 2011, mentre la media dei residenti di Palm Beach è di 108.000 galloni all'anno.

## Altro
Nel 1999, Schwarzman ha ricevuto il Golden Plate Award dell'American Academy of Achievement.
Schwarzman è stato professore a contratto presso la Yale School of Management ed è stato presidente del consiglio di amministrazione del John F. Kennedy Center for the Performing Arts dal 2004 al 2010.
Nel dicembre 2018, Schwarzman è stato insignito dell'Ordine dell'Aquila azteca, la più alta onorificenza del Messico per gli stranieri, dal presidente Enrique Peña Nieto in riconoscimento del suo lavoro per conto degli Stati Uniti a sostegno dell'accordo USA-Messico-Canada.
Nel 2019 Schwarzman ha scritto il suo primo libro, intitolato What It Takes: Lessons in the Pursuit of Excellence, basato sulle sue esperienze negli affari, nella filantropia e nel servizio pubblico. Il suo libro è diventato un best seller del New York Times.